# フォーン・ドローム・クラシック
フォーン・ドローム・クラシック（仏: Faun Drôme Classic）は、フランス、ドロームで開催される自転車プロロードレースのワンデーレース。
2021年までの名称は、ロイヤル・ベルナール・ドローム・クラシック（Royal Bernard Drôme Classic）。
2022年の名称はドローム・クラシック（仏: La Drôme Classic）。
2013年に初開催の予定であったが、雪のために中止。翌年に初回大会が開催された。
2019年まではUCIヨーロッパツアー1.1カテゴリ。2020年からUCIプロシリーズに昇格。

## 歴代優勝者
| 年   | 優勝者                       | 国             |
| ---- | ---------------------------- | -------------- |
| 2013 | 雪のため中止                 | 雪のため中止   |
| 2014 | ロマン・バルデ               | フランス       |
| 2015 | サミュエル・デュムラン       | フランス       |
| 2016 | ペトル・ヴァコッチ           | チェコ         |
| 2017 | セバスチャン・デルフォス     | ベルギー       |
| 2018 | リリアン・カルメジャーヌ     | フランス       |
| 2019 | アレクシー・ヴュイエルモーズ | フランス       |
| 2020 | サイモン・クラーク           | オーストラリア |
| 2021 | アンドレア・バジオーリ       | イタリア       |
| 2022 | ヨナス・ヴィンゲゴー         | デンマーク     |
| 2023 | アントニー・ペレス           | フランス       |
| 2024 | マルク・ヒルシ               | スイス         |
| 2025 | フアン・アユソ               | スペイン       |